# Giacomo Colonna
Giacomo Colonna (Rome, 1250 – Avignon, 14 augustus 1318) was een kardinaal van de Katholieke Kerk en een lid van de vooraanstaande Colonna familie in Rome.

## Biografie
Giacomo was de zoon van Giordano Colonna, heer van Colonna, en Francesca Conti. Over zijn vroege leven is weinig bekend, alleen dat hij aartsdiaken was van Pisa.
Giacomo werd op 12 maart 1278 door paus Nicolaas III tot kardinaal-diaken verheven met de titeldiakonie Santa Maria in Via Lata. Tevens werd hij aangesteld als aartspriester van de Santa Maria Maggiore, waarvan hij de apsis met mozaïeken liet decoreren.
In 1297 ontstond er een conflict tussen de kardinalen Giacomo en Pietro Colonna enerzijds en paus Bonifatius VIII anderzijds. Giacomo voerde het beheer en de administratie van de bezittingen van de Colonna familie. Bij de verdeling van de bezittingen passeerde Giacomo zijn broers ten gunste van zijn neven. De drie broers deden hierover hun beklag bij de paus, die daarop Giacomo tot de orde riep en hem beval de aanspraken van zijn broers te respecteren. Giacomo weigerde dit.
In dezelfde periode was bekend geworden, dat leden van de Colonna familie – waaronder Giacomo – sympathiseerden met Jacobus II van Aragón en later met Frederik II van Sicilië. Beiden werden door Bonifatius VIII beschouwd als vijanden van de Kerkelijke Staat. Het bevel van de paus om pauselijke troepen toe te laten in hun vestingen ter verdediging van de Kerkelijke Staat werd door de familie geweigerd. 
Op 6 mei 1297 werd Giacomo door de paus ter verantwoording geroepen en aan hem werden 3 eisen voorgelegd:
1. Het goud en zilver dat Stefano Colonna (een neef) had gestolen van Pietro Gaetani, een neef van de paus, moest onmiddellijk worden teruggegeven.
2. Stefano moest als gevangene aan de paus worden voorgeleid
3. Alle vestingen van de Colonna familie moesten worden overgedragen aan de paus.

Doordat Giacomo alleen bereid was tegemoet te komen aan de eerste eis werden de kardinalen Giacomo en Pietro Colonna via de bul In excelso throno geëxcommuniceerd en uit hun ambt gezet.
Diezelfde dag verspreidden de opstandige kardinalen een manifest, waarin zij hun grieven over de paus uitten. Hierin was onder meer opgenomen, dat het aftreden van Bonifatius’ voorganger, paus Celestinus V, onrechtmatig was geweest en daarom de verkiezing van Bonifatius VIII als ongeldig moest worden beschouwd. Tevens werd er opgeroepen tot een algemeen concilie om de paus ter verantwoording te roepen. Op 16 mei volgde een tweede manifest, waarin aanvullende beschuldigingen aan het adres van de paus werden geuit. Overigens waren de beschuldigingen van onrechtmatigheid betreffende de verkiezing van Bonifatius opmerkelijk, daar Giacomo zelf bij het conclaaf van 1294 aanwezig was geweest en zijn steun voor Bonifatius had betuigd.
Bonifatius VIII reageerde op het manifest met een tweede bul, Lapis abscissus, waarin hij de excommunicatie van Giacomo en Pietro bevestigde, maar tevens andere familieleden excommuniceerde. Hun optreden werd als schismatisch en oneervol omschreven en alle bezittingen werden in beslag genomen. Alle steden die zich schuldig zouden maken aan het bieden van onderdak aan de aangeklaagden zouden onder interdict geplaatst worden. 
Na de uitgifte van een 3e manifest op 15 juni 1297 besloot de paus zich terug te trekken in Orvieto, van waaruit hij de opdracht gaf aan Landolfo Colonna een kruistocht te beginnen tegen de vijanden. Al snel werden de forten van de familie Colonna ingenomen, dat van Palestrina zelfs totaal verwoest. 
Deze nederlaag bracht Giacomo er toe om samen met zijn familieleden bij de paus in Rieti om vergiffenis te vragen. Bonifatius verleende absolutie maar weigerde de kardinalen opnieuw te installeren. Toen kort daarop opnieuw een conflict ontstond tussen de paus en de Colonna familie werd de excommunicatie weer toegepast. Alle bezittingen van de familie werden vervolgens verdeeld onder de broers van Giacomo, onder leden van de Orsini familie en geschonken aan familieleden van de paus. Giacomo vluchtte daarop naar Frankrijk.
Hoewel hij onder paus Benedictus XI reeds was gerehabiliteerd, werd hij pas door paus Clemens V op 17 december 1305 weer als kardinaal-diaken geïnstalleerd, waarbij hem dezelfde titeldiakonie werd toegewezen. 
Giacomo overleed op 14 augustus 1318 te Avignon. Zijn stoffelijk overschot werd overgebracht naar Rome en begraven in de Santa Maria Maggiore.